# قرار مجلس الأمن التابع للأمم المتحدة رقم 1718
قرار مجلس الأمن التابع للأمم المتحدة رقم 1718، المتخذ بالإجماع في 14 أكتوبر 2006. ويفرض القرار، الذي صدر بموجب المادة 41 من الفصل السابع من ميثاق الأمم المتحدة، سلسلة من العقوبات الاقتصادية والتجارية على جمهورية كوريا الشعبية الديمقراطية في أعقاب التجربة النووية التي أعلنتها الدولة في 9 أكتوبر 2006.

## الأحكام
حظر القرار 1718 مجموعة من الواردات والصادرات إلى كوريا الشمالية وفرض تجميد الأصول وحظر السفر على الأشخاص المشاركين في البرنامج النووي للبلد. ويشمل هذا الحظر التجاري “دبابات القتال، والمركبات القتالية المدرعة، ومنظومات المدفعية الكبيرة، والطائرات المقاتلة، والطائرات العمودية الهجومية، والسفن الحربية، والقذائف، ومنظومات القذائف”. وحظر القرار أيضا استيراد السلع الكمالية إلى البلد. ويحظر تقديم الأسلحة الواسعة النطاق والتكنولوجيا النووية وما يتصل بذلك من تدريب على تطوير الأسلحة النووية إلى كوريا الشمالية. ويتعين على جميع الدول أن تتعاون في تفتيش الشحنات المشتبه في تهريبها أسلحة نووية أو كيميائية أو بيولوجية إلى داخل البلاد. ومن الناحية العملية، لم تؤيد جميع الدول هذه المسألة ولم تقم الصين، وهي حليف لكوريا الشمالية، بتفتيش الشحنات المتجهة إلى البلد ومنه، وواصلت دعمها لحكومة كوريا الشمالية. وأدرجت أيضا العقوبات التي تحد من التجارة وتفرض حظرا على السفر. تنص الأحكام على تجميد أصول الأفراد المشتبه في ضلوعهم في البرنامج النووي لكوريا الشمالية. وأدرجت أحكام خاصة تسمح باستعراض التحويلات المالية والإعفاءات من حظر السفر لأغراض إنسانية على أساس كل حالة على حدة.
وتشمل أحكام القرار ما يلي:
- يجب على كوريا الشمالية «ألا تجري أي تجارب نووية أخرى أو تطلق قذيفة تسيارية»، «تعليق جميع الأنشطة المتصلة ببرنامجها للقذائف التسيارية» و«التخلي عن جميع الأسلحة النووية والبرامج النووية القائمة بطريقة كاملة ويمكن التحقق منها ولا رجعة فيها».
- يجب على جمهورية كوريا الشعبية الديمقراطية أيضا «أن تعود فورا إلى المحادثات السداسية بدون شروط مسبقة».
- يمكن وقف شحنات الشحنات المتجهة إلى كوريا الشمالية ومنها، وتفتيشها لأسلحة الدمار الشامل أو المواد المرتبطة بها (بيد أنه لا يوجد التزام على الدول الأعضاء بالقيام بعمليات التفتيش هذه).
- يجري فرض حظر على واردات وصادرات «دبابات القتال، والمركبات القتالية المدرعة، ومنظومات المدفعية ذات العيار الكبير، والطائرات المقاتلة، والطائرات العمودية الهجومية، والسفن الحربية، أو القذائف أومنظومات القذائف»، و«العتاد ذي الصلة بما في ذلك قطع الغيار»، وأي أصناف أخرى تحددها لجنة العقوبات.
- يجب على الدول الأعضاء في الأمم المتحدة تجميد الأصول الأجنبية للأفراد والشركات الذين يشاركون في برامج أسلحة جمهورية كوريا الشعبية الديمقراطية. ويوضع أيضا حظر السفر الدولي على موظفي البرامج وأسرهم.
- يحظر على أعضاء الأمم المتحدة تصدير السلع الكمالية إلى كوريا الشمالية.[3]

## لجنة العقوبات
وقد أنشأ هذا القرار لجنة لجمع مزيد من المعلومات، وتحديد العقوبات، ورصدها، وإصدار التوصيات. ثم أنشئ فريق من الخبراء في عام 2009 لدعم هذه اللجنة.